# Galeropsis besseyi
Galeropsis besseyi är en svampart som först beskrevs av Peck, och fick sitt nu gällande namn av R. Heim ex Pilát 1948. Galeropsis besseyi ingår i släktet Galeropsis och familjen Bolbitiaceae.   Inga underarter finns listade i Catalogue of Life.